# دهستان نرجه
دهستان نرجه یا نرگه نام قبلی شهر نرجه در بخش مرکزی شهرستان تاکستان، استان قزوین در ایران است.